# Балагачево (станция)
Балагачево — железнодорожная станция Западно-Сибирской железной дороги России. Расположена в посёлке Балагачево в Комсомольском сельском поселении Первомайском районе Томской области.
Код: 87540. Код ЕЦП:	875409. Код ЕСР: 875409.

## Дальнее сообщение
Расписание поездов по станции Балагачево.
| № поезда | Маршрут движения | № поезда | Маршрут движения |
| -------- | ---------------- | -------- | ---------------- |
| 635      | Белый Яр — Томск | 636      | Томск — Белый Яр |

## Деятельность
Продажа билетов на все пассажирские поезда.
Прием и выдача багажа.
Прием и выдача грузов повагонными и мелкими отправками, загружаемых целыми вагонами, только на подъездных путях и местах необщего пользования